# Mount Geoffrey Markham
Mount Geoffrey Markham är ett berg i Antarktis. Det ligger i Östantarktis. Nya Zeeland gör anspråk på området. Toppen på Mount Geoffrey Markham är 1 700 meter över havet.
Terrängen runt Mount Geoffrey Markham är bergig åt sydost, men åt nordväst är den kuperad. Havet är nära Mount Geoffrey Markham åt nordväst. Trakten är obefolkad. Det finns inga samhällen i närheten.